# Glissement de terrain du Manipur de 2022
Le glissement de terrain du Manipur de 2022 est un important glissement de terrain survenu dans l'État indien de Manipur dans la nuit du 30 juin 2022.

## Glissement de terrain
Le glissement de terrain s'est produit dans le district de Noney (en), au 107 Territorial Army Camp, près du chantier de construction de la gare de Tupul (en). Les huit décès confirmés étaient des membres de l'armée territoriale. Le groupe a agi en tant que personnel de sécurité pour une construction de chemin de fer qui relierait le district de Jiribam (en) à Imphāl, la capitale du Manipur. Le glissement de terrain s'est produit près de la rivière Ijei où il a créé un barrage. Les sauveteurs pensent que cela pourrait entraîner des inondations majeures si le barrage cédait, provoquant une catastrophe plus importante.

## Sauvetage
Le gouvernement du Manipur a mobilisé la National Disaster Response Force et la State Disaster Response Force pour coordonner les missions de sauvetage. Des opérations de recherche et de sauvetage menées par les fusiliers de l'Assam et l'armée territoriale ont commencé pour trouver entre 50 et 72 personnes disparues, que l'on craignait de mourir. Vingt-trois à 43 des disparus étaient des soldats de l'armée territoriale. Les corps d'au moins 14 personnes ont été retrouvés,. Dix-neuf personnes ont été secourues, dont 13 soldats de l'armée territoriale et cinq civils. Les sauveteurs ont déclaré que la recherche de plus de personnes se poursuivrait dans la nuit. Les blessés ont été emmenés à l'unité médicale de l'armée de Noney pour y être soignés. Des conditions météorologiques défavorables et de nouveaux glissements de terrain ont encore compliqué les efforts.

## Conséquences
Les autorités ont mis en garde les habitants du district de Noney contre l'approche de la rivière Ijei en raison de la possibilité d'une inondation. Le ministre en chef du Manipur (en), N. Biren Singh (en), a déclaré que 500 000 ₹ seraient donnés aux familles des personnes tuées à titre gracieux, tandis que 50 000 ₹ seraient donnés aux blessés. On a dit aux voyageurs d'éviter la route nationale 37.